# جوزيه فيرغارا
جوزيه فيرغارا (بالإسبانية: José Vergara)‏ (مواليد 15 أغسطس 1915) هو ملاكم تشيلي، مثّل بلاده في الألعاب الأولمبية الصيفية 1936.

## روابط خارجية
جوزيه فيرغارا على موقع أوليمبيديا (الإنجليزية)